# Anne Sewcz

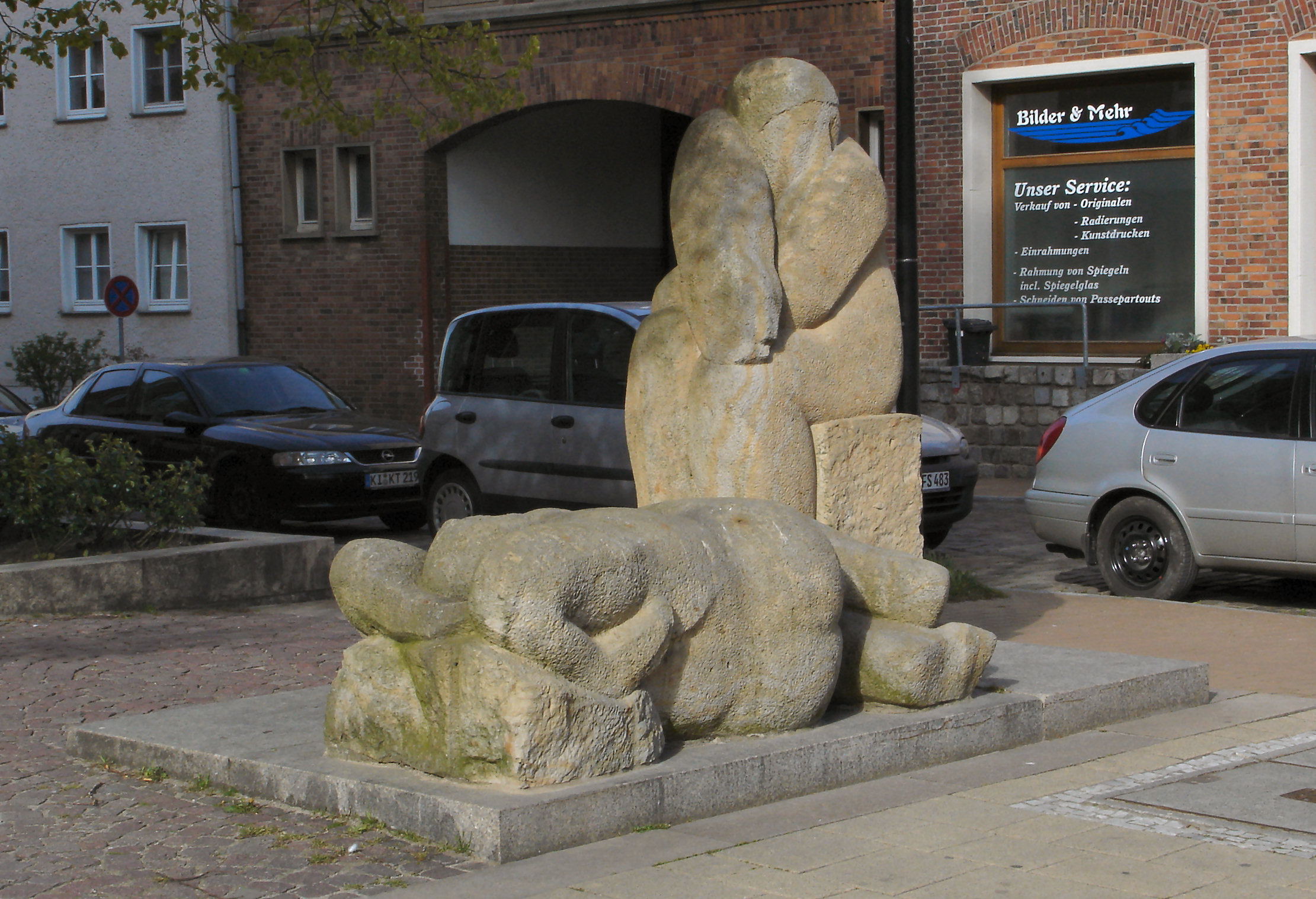
„Paar“ in Rostock (1991)

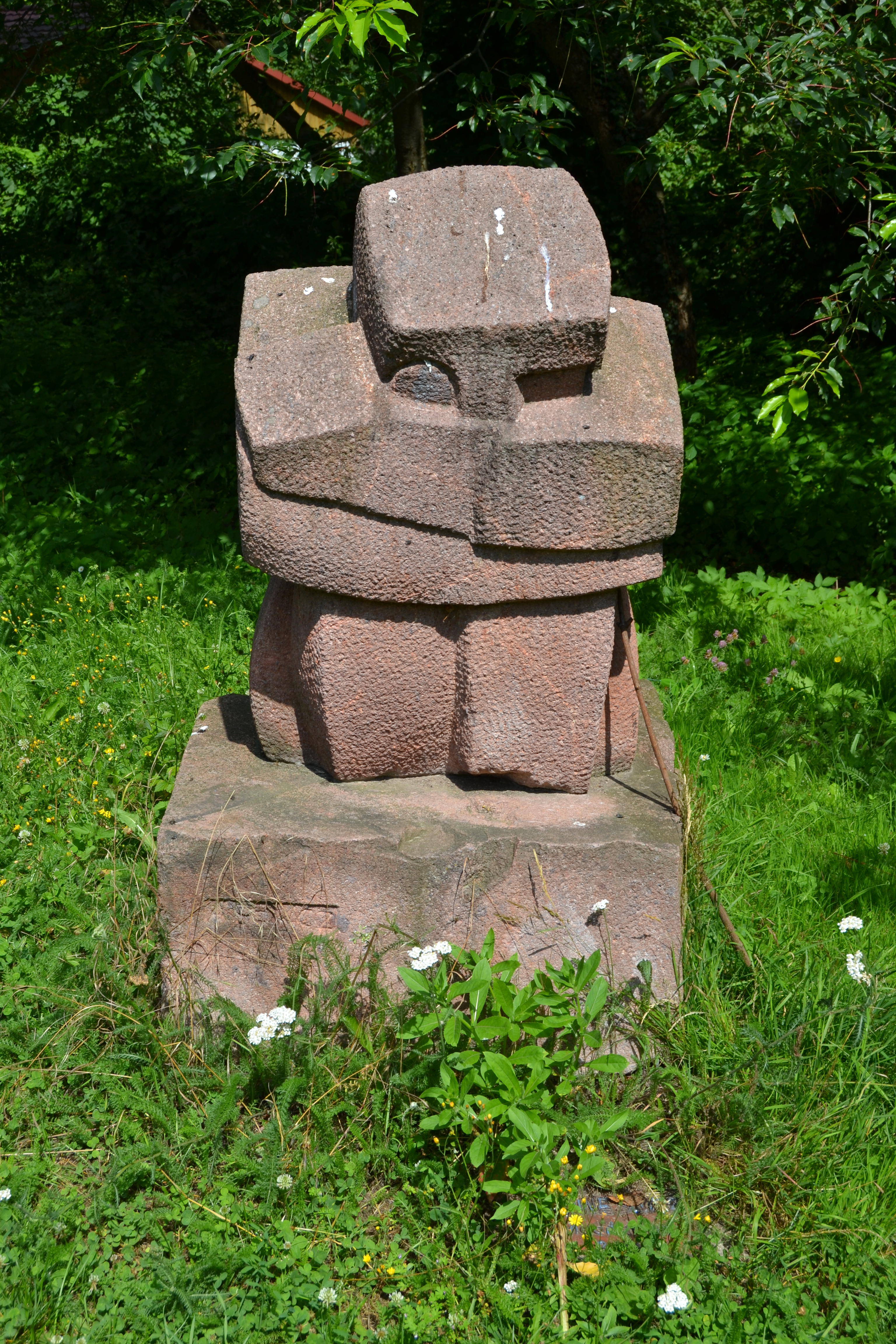
„Meditation“ in Schöneiche (2000)

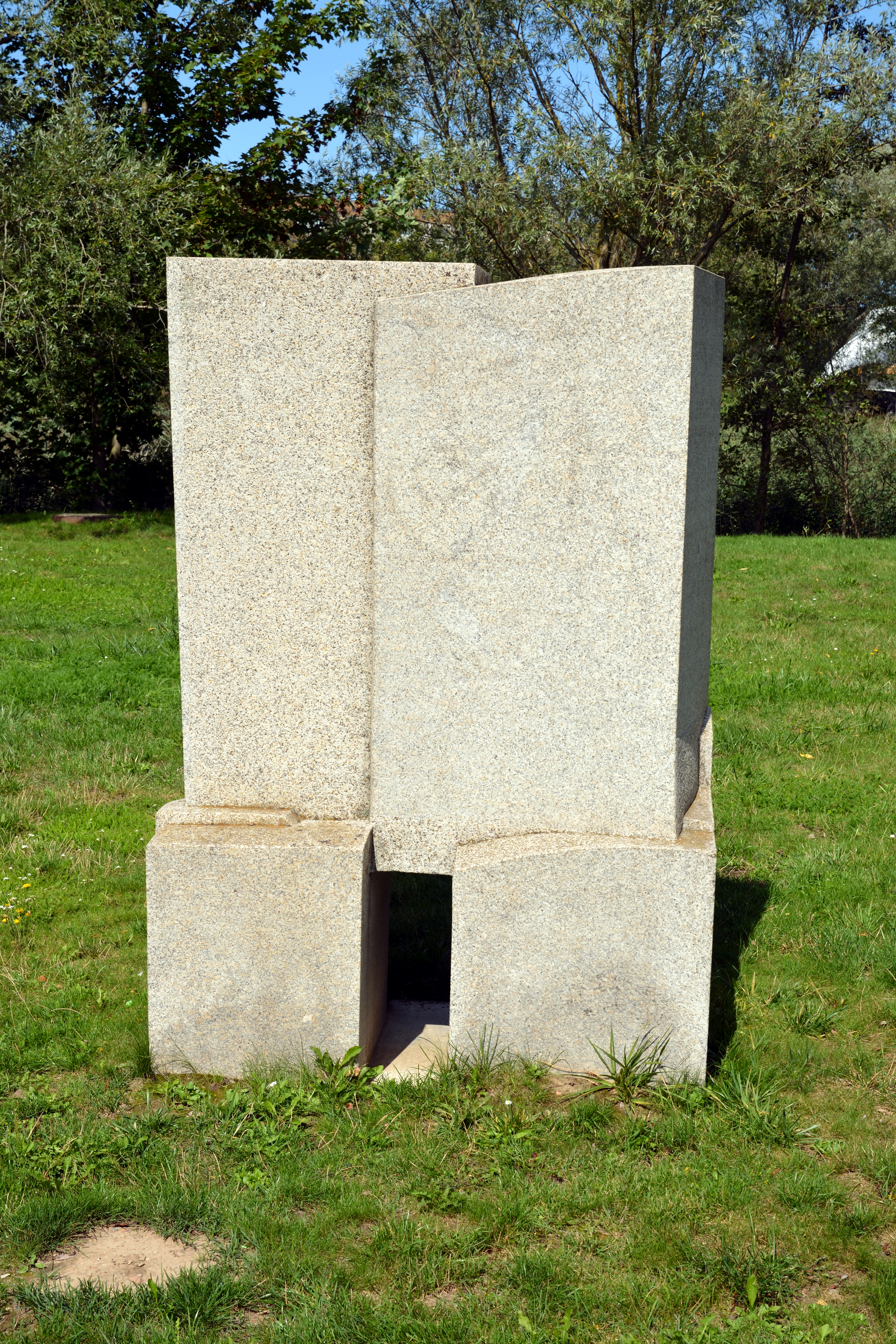
„Begegnung“ Rostock, Gelände der IGA

Anne Sewcz (* 1958 in Schwerin) ist eine deutsche Bildhauerin.

## Leben
Anne Sewcz studierte von 1977 bis 1982 bei Jo Jastram und Karl-Heinz Schamal an der Kunsthochschule Berlin-Weißensee. Danach arbeitete sie als freischaffende Bildhauerin in Rostock, ab 2004 in Crivitz. Seit 1982 nahm sie an nationalen und internationalen Symposien teil, u. a. in der UdSSR und in Bulgarien. Sie war bis 1990 Mitglied des Verbands Bildender Künstler der DDR.
1992 erhielt sie ein Stipendium des Landes Mecklenburg-Vorpommern für einen Aufenthalt in der Cité Internationale des Arts in Paris. Im selben Jahr erhielt sie ein Stipendium des Mecklenburgischen Künstlerhauses auf Schloss Plüschow und 1995 ein Stipendium der Stiftung Kulturfonds Berlin.
Von 1996 bis 2001 hatte Anne Sewcz einen Lehrauftrag am Caspar-David-Friedrich-Institut in Greifswald.
Weitere Stipendien erhielt sie 2000 (Land Mecklenburg-Vorpommern), 2002 (Stiftung Kulturfonds Berlin) und 2012 ein Austauschstipendium des Künstlerhauses Lukas in Ahrenshoop in der Villa Muramaris auf Gotland.

## Auszeichnungen
- 2016 Kunstpreis der Mecklenburgischen Versicherungsgruppe für Bildende Kunst in Mecklenburg-Vorpommern

## Werke im öffentlichen Raum
- 1987 Zwei Reliefmedaillons Rostock, Burgwall
- 1991 Paar Rostock, Ecke Lange Straße/Burgwall
- 1997 Die Welle Warnemünde, Am Strom
- 1997 Quelle, Fluss, Meer Brunnenanlage Neubrandenburg
- 1998 Sitzskulptur Neustrelitz
- 1999 Begegnung Greifswald, Internationales Begegnungszentrum
- 2000 Meditation Kleiner-Spreewald-Park in Schöneiche bei Berlin
- 2002 Begegnung Rostock, Gelände der IGA
- 2003 Zuwendung Stralsund, Berufsförderungswerk
- 2005 Begegnung Neubrandenburg, Hochschule
- 2007 Meditation Teil der Brunnengalerie (Wiesloch)

## Teilnahme an Ausstellungen in der Zeit der DDR
- 1984: Rostock, Bezirkskunstausstellung
- 1984: Berlin, Neue Berliner Galerie im Alten Museum („Junge Künstler der DDR“)
- 1987: Dresden, Galerie Rähnitzgasse („Wirklichkeit und Bildhauerzeichnung“)
- 1987/1988: Dresden, X. Kunstausstellung der DDR
- 1989: Fellbach („Kleinplastik in der DDR“)